# IC 208
IC 208 је спирална галаксија у сазвјежђу Кит која се налази на листи објеката дубоког неба у Индекс каталогу.
Деклинација објекта је + 6° 23' 41" а ректасцензија 2h 8m 27,8s. Привидна величина (магнитуда) објекта IC 208 износи 13,5 а фотографска магнитуда 14,3. IC 208 је још познат и под ознакама UGC 1635, MCG 1-6-44, CGCG 413-45, KCPG 56A, PGC 8167.